# Elasmus consummatus
Elasmus consummatus är en stekelart som beskrevs av Girault 1915. Elasmus consummatus ingår i släktet Elasmus och familjen finglanssteklar. Inga underarter finns listade i Catalogue of Life.